# Per Larsson i Mollösund
Per Larsson i Mollösund, född omkring 1610, död 27 april 1670, var en svensk man som åtalades för häxeri under det stora oväsendet. Han anklagades för att ha varit en av de häxor som sänkt en skuta i havet tillsammans med en grupp andra häxor i djurgestalt. Han tvingades ange sin egen dotter för häxeri under sin rättegång. Han kallades i dokumenten för "trollman" och trollkarl. 

## Biografi
Per Larsson var fiskare i Mollösund. Han uppgavs ha varit bosatt där i 60 år. Han var gift med Kirstin i Mollösund med vilken han hade åtminstone ett barn, Anna Persdotter, och flera barnbarn genom henne. Det framgår inte tydligt om hans hustru fortfarande levde när han ställdes inför rätta: hon utpekas under förhör för att själv ha varit inblandad i trolldom i förfluten tid, men blev trots kraftiga anklagelser aldrig ställd inför rätta. 

### Anklagelser
Per Larsson angavs först för trolldom av Malin på Härön, som avled i arresten. 
Börta Crämars angav Malin på Herrön, Per Larsson, Per Mattsson, Gertrud Corporals och Anna Persdotter för att ha varit ombord — i djurgestalt — på Tomas Anderssons fiskeskuta och samarbetat i att sänka den med hjälp av trolldom.
När Gertrud Corporals, som också hade utpekats som en av häxorna på Tomas Anderssons skuta blev förhörd, uppgav hon att de först hade möts vid ett skär och sedan flugit ut till skutan: Malin i skepnad av en korp, Per Larsson som en kråka, Börta Crämars som en skata, Per Mathsson som en ärla, och Giertrud själv som en kaja (hon glömde dock vad Anna Perdotter förvandlats till); på skutan hade de återtagit mänsklig gestalt varpå Malin brutit av masterna, och Per Larsson tagit i rodret. 
Hon bekände att hon ett år tidigare hade varit på gästabud vid stenkyrkan på Tjörn, gjorts till häxa av Kirstin (Kerstin) i Mollösund, och tillsammans med denna och dennas make Per Larsson flugit till Satan, där de också mött Malin och Crämars. Hon hade också närvarat på ett bröllop i Marstrand där Ingeborg Slakters dotter Malin Slakters vigts vid Satan, och Anna i Holte och Malin Ruths brudtärnor. Även Per Larsson hade deltagit i bröllopet.
Per Larsson uppgavs ha sagt att Anna Skaboes aldrig skulle bli gift, och hon hade sedan dess också varit ogift. Detta uppfattades som att han hade förbannat henne. 

### Rättegång
Per Larsson förhördes efter rannsakningen av Gertrud Corporal i Mollösund, 20 augusti 1669. Han "högeligen nekade" till Malins anklagelse att han kunde trolla. Prästen i Morlanda Lars Jänsson förhörde honom på kristendom, ett förhör han lyckades med. Han ombads bekänna sina synder, då "Malin på Härrön honom utlagt för en trollkarl", och Börta Crämars dagen före uppgett att han var den som styrde Tomas Anderssons fiskeskuta då den förliste i Wästersiöen, och sedan ange sina medbrottslingar. 
Per Larsson svarade: "spörjer migh intet effter sådant, ty iagh weeth aldrigh af något ondt, och den som det hafwer sagt migh på, den har giordt en skammelig lögn på migh, och ingen skall migh någen tijdh sådant öfwerbewijsa. Jagh har warit her i Mollesundh i 60 åhr, ingen skall komma fram, jagh det eller det hafwer gjordt emot någon."
När han vägrade erkänna hotades han med att utsättas för vattenprovet. Han svarade att de fick göra som de ville, då han var i deras händer. När de frågade om han skulle erkänna om han visade sig flyta under provet, svarade han: 
"Anten iagh flyter eller icke, så gifwer iagh migh icke skyldigh, ty iagh kan ingen trolldomb, och det Mahlin på Heröhn hafr på migh bekiendt, det har hon liugit, och derföre brinner hon i Helfwetit."
Han sade att han inte hade förtrollat Anna Skaboes utan att hans hot om att hon skulle förbli ogift hade varit ett skämt, inte en förbannelse, och att han inte rådde för att hon var ogift. 
Anna Skaboes uppgav att hon fem år tidigare hade fört en dansk präst från Köpenhamn till Lysekil. Eftersom Per Larsson därigenom gick miste om båtfärden ifråga, som han hade behövt till sitt fiske, sade han ilsket till henne: "Der som du förer samme Präst bort över, skall du aldrig blifwa gift."
Hon hade dock struntat i hotet och ändå skeppat prästen tillbaka till Köpenhamn. Några personer hade då frågat honom om han verkligen kunnat hindra henne från att gifta sig, och han hade då svarat att han kunde göra det lika lätt som han drack ur sin ölbägare. Hon hade också förblivit ogift sedan dess. 
Fogden frågade Per Larssons grannar om de ville svära på hans oskuld, men de nekade då till att svära honom fri, eftersom han alltid varit "en sådan motvillig och uppstudsig karl, både emot överhet och andra, och detta har varit hans egne ord, att han ville se på den, som skulle fördrista sig att tala honom något emot".
Tomas Andersson i Mollesund uppgav att det var väl känt att den Per Larsson lovat ont, den hände det också ont.
Eftersom Per Larsson vägrade avlämna bekännelse, och eftersom flera anklagelser riktades mot honom, han angetts av två oberoende häxor, och ingen var villig att svära honom fri, beslutade rätten att han skulle undergå vattenprovet. Under provet flöt han tre gånger, enligt rätten, som en gås. Han underkastades provet den 20 augusti, och flöt tre gånger »i många kristna människors åsyn». Vid nytt prov den 21 augusti flöt han två gånger ännu en gång.
Giertrud Corporals uppgav att hon hade lärt sig trolldom av Per Larssons hustru Kirstin i Mollesund, och att Kirstin och Per haft en djävul till dräng i form av en svart hund som kom med mat till dem. Hon beskrev sedan hur hon följt med Kirstin till häxsabbat vid Stenkyrka på Tjörn, där även Per och Börta Crämars suttit till bords: Gertrud och Kirstin flög dit på Kirstinas dräng, Per Larsson red på Djävulen, Börta i Crämarehuset red på en annan kvinna, och Malin på Herrön red på en bock. 
Giertrud Corporals uppgav att hon hade närvarat vid Satans bröllop på Skantzen i Marstrand, där Satan i skepnad av en vacker kavaljer hade gift sig med en vacker jungfru, Ingeborg Slakters dotter Malin Slakters, med Anna i Holta och Malin Ruthz som brudtärnor, och Per Larsson i Mollesund, Börta Crämars, och Malin på Härrön som gäster.
Per Larsson konfronterades med Giertrud Corporals, som påminde honom om den häxsabbat och det satansbröllop de varit på, samtidigt som hon beskrev det, och frågade om han inte höll med om att han varit där. Han frågade om det var vad hon hade bekänt. Då hon svarade att hon hade det och att det var sant, svarade han: 
"Deth löijst'u på migh, och du må weta du skall brinna i Helfwetet för lögn du har giordt på migh!"
Under trolldomskommissionens rannsakning i september 1669 fortsatte rättegången. Anna Nielsdotter i Mollesund vittnade att hon en gång hört pipanden från en tunna i Per Larssons sjöbod, och sett ett monster i den med glödande ögon "som eldlågor. Och henne syntes att han blödde i Nacken och sparkade lijka som om han wille åth henne". 
Hon uppgav sedan att Per Larssons hustru stått i ett hörn och att hon sedan förstått att Kirstin hade piskat Satan i tunnan. 
Häradshövdingen och befallningsmannen framhöll att när Malin på Härrön suttit i fängelse, hade Per Larsson setts försöka få kontakt med henne utanför fängelset och försöka ge henne råd om vad hon skulle säga, tills de jagat bort honom. Det framhölls också att Larsson var sedan länge ökänd för trolldom och av allt att döma var en trollkarl. 
Per sade att han inte skulle erkänna även om man högg varje lem av honom; att han flutit under vattenprovet därför att man hade bundit hans händer och fötter på tvärs och att han annars skulle ha sjunkit, eftersom han inte var trollkarl och inte kunde någon trolldom, och "höll rätten med sådan undanflykt halva dagen uppe, och gav många förtretliga ord ifrån sig".

### Bekännelser och dom
Den 27 oktober försökte rätten och sedan kyrkoherden förgäves i flera timmar övertala honom att bekänna, men han svarade bara att han skulle ha något att säga prästen när han väl skulle dö. 
Rätten beslutade sedan om att han skulle utsättas för tortyr av bödeln eftersom han angetts av tre häxor, misslyckats med vattenprovet och en av hans förbannelser blivit besannade. 
Per Larsson svarade att de fick göra som de ville men han skulle ändå inte erkänna någon. Han utsattes sedan för tortyr. 
Efter tortyren erkände Per att han hade lärt sig trolldom krogkvinnan Elsa i Fredrikshald som givit honom en svart katt och döpt honom i Satans namn; bekräftade att han hade varit gäst på Satans bröllop, där Jöns i Wräland spelat trummor och dit han flugit på den svarta katten; bekräftade att han varit på Tomas Anderssons fiskeskuta och att de övriga personerna som namngetts varit där, förutom hans dotter och Per Matsson, som han däremot förnekade ha varit närvarande. 
Han samarbetade sedan med Gertrud Corporalis med att beskriva satansbröllopet och namnge personer som varit där, och de bekräftade varandras uppgifter under förhören. Han uppgav att 100 personer kom till bröllopet men endast 12 män, att prästen fått offer och att brudparet varit svartklädda. 
Jöns i Wräland förhördes, men Per och Gertrud lyckades inte identifiera honom.
Per Larsson vägrade dock länge att ange vare sig sin dotter eller Per Matsson. Gertrud Corporal insisterade dock på att även de hade varit närvarande på fiskeskutan. Han sade att hans dotter inte var med när de flög ut till skutan. Efter att ha utsatts för ytterligare press, medgav han till slut att hans dotter måste ha flugit ut till skutan efter de andra, om hon varit med. När Gertrud sedan påminde sig att hans dotter Anna varit en skata, erkände Per till slut att hans dotter varit med, men bad att hon skulle få nåd av rätten, eftersom hon hade flera små barn. 
Därefter blev Anna Persdotter arresterad. Under förhör vägrade hon att höra på både rätten och kyrkoherden och "skickade sig helt olidigt, som hon halvgalen varit". 
Under konfrontationen sade Gertrud att det hon sade om Anna var sant, men när Per fick höra Annas högljudda protester återtog han sin angivelse av henne och sade att han egentligen inte visste vad som var sant om henne. Anna beskrivs uppföra sig mycket emotionellt och förarga rätten med sitt högljudda och obehärskade försvar. 
Per Larsson bekräftade under nästa förhör återigen sin dotters skuld och att hon varit en kråka som stått bakom stormasten på skutan, och att han själv stått vid rodret. Gertrud bekräftade och förtydligade att Per Larsson hade hållit rodret stilla, medan de andra höll i seglen och kastade skutans bemanning överbord; Anna hade inte kommit dit förrän Malin hämtat henne, eftersom de inte klarat det ensamma. 
Per medgav sin skuld men sade sig inte sett vad de andra gjort eftersom han varit upptagen av rodret, och bad rätten benåda dottern eftersom hon inte gjort något ont. Han återtog, när man nämnde de som omkommit på skutan, sin egen bekännelse att han försvurit sig till Satan och gjort ont.
Anna Persdotter utsattes därefter för tortyr och bekräftade sedan sin och sin fars skuld, sade att hon lärt trolldom av Gertrud och flugit till skutan som en tärna och att alla namngivna varit där men även Karin, Thomas Anderssons hustru, något Gertrud också sedan bekräftade när hon tillfrågades. Hon uppgav att hon hade fått en mus som tjänsteande och att Gertrud döpt hennes sista barn i satans namn, men att hon själv inte gjort något mer ont än episoden med skutan, och bad slutligen att få återvända till kyrkan och "som Maria Magdalena falla Christum till fots, begråtande sina synder". Gertrud förnekade att hon döpt ett barn i satans namn, att Anna tillkallats till skutan för att hennes mor varit kunnig i trolldom, men att hon inte sett Anna på något häxmöte. 
När Per Larsson förhördes igen nekade han till att Karin Skrädders varit med på skutan och kallade allt han tidigare bekänt för falskt om både sig och andra. Rätten använde religiösa argument och bad honom för sin själs skull ångra sina synder. Han återtog då sin tidigare bekännelse, men vägrade ångra något, sade att Gud förmodligen skulle förlåta, och snäste av prästen.
I oktober 1669 dömde trolldomskommissionen Giertrud Corporals, Börta Crämars, Per Larsson och Anna Persdotter till att halshuggas och brännas för trolldom.

### Efterspel
I april 1670 öppnade den andra trolldomskommissionen i Bohuslän sin verksamhet i Kungälv. Dit fördes då Per Larsson, hans dotter Anna Persdotter, Gertrud Corporals, Ragnela Jöns Svenses, Marit Byskrifvers och Malin i Viken (Börta Sunnerborg, Börta Crämars och Karin Skiöttis hade då avlidit). 
Samtliga tog tillbaka sina bekännelser innan de avrättades.  
I april 1670 uppmanades Giertrud Corporals, Börta Crämars, Per Larsson, Anna Persdotter, Rangela Jöns Svenssons, Marit Byskrifvers och Malin i Wiken att ångra sina synder och bekräfta sin skuld och skulden hos dem de själva vittnat mot. Alla nekade sina tidigare bekännelser utom Gertrud Corporals.
Per Larsson svarade på alla frågor, då man bad honom bekräfta sina tidigare erkännanden, antingen att han inte mindes något av saken, eller förnekade den helt och hållet. 
Han avrättades genom halshuggning och bålbränning.